# Cherbezatina pierroni
Cherbezatina pierroni är en skalbaggsart som beskrevs av Dewailly 1950. Cherbezatina pierroni ingår i släktet Cherbezatina och familjen Melolonthidae. Inga underarter finns listade i Catalogue of Life.